# Carlo Carlini
Carlo Carlini (* 20. Februar 1920 in Rom) ist/war ein italienischer Kameramann.

## Leben und Wirken
Carlini erlernte sein Handwerk ab 1936, als er zunächst als Kameraassistent und anschließend als einfacher Kameramann unter der Anleitung des Chefkameramanns Otello Martelli arbeitete. Kurz nach dem Zweiten Weltkrieg ist er als ausführender Kameramann bei den bekannten Produktionen Graf Cagliostro und Die Mauern von Malapaga nachzuweisen. Seit 1949 als Chefkameramann tätig, stand Carlini bei mindestens 100 Filmen hinter der Kamera und kooperierte mit einer Fülle von Regisseuren, darunter einige wenige namhafte wie Federico Fellini, Roberto Rossellini (Angst, Der falsche General, Es war Nacht in Rom) und Luigi Comencini (Der Weg zurück, Komm zurück, Kleiner!). 
Bei den Fellini-Klassikern Die Müßiggänger (1953) und La Strada – Das Lied der Straße (1954) kam es zum erneuten Aufeinandertreffen Carlinis mit seinem Ausbilder Martelli. Für seine Kameraleistung zu dem im Venedig des 16. Jahrhunderts spielenden Historiendrama Im Ketten zum Schafott erhielt Carlo Carlini 1964 die Nominierung für das Silberne Band. Das Gros von Carlinis Arbeiten ist jedoch wenig ambitionierte Unterhaltungsware, inszeniert von Routiniers wie Duccio Tessari, Stefano Vanzina, Marcello Baldi, Umberto Lenzi und Domenico Paolella. Dabei erwies sich der gebürtige Römer mit seiner Arbeit als genreübergreifend und stand sowohl bei Romanzen, Softsexplotten, Kostüm- und Abenteuerfilmen als auch bei Antik- und Melodramen, Agentenstreifen, Kriegsfilmen sowie einige Italowestern hinter der Kamera. 1988 verschwand Carlo Carlini aus dem Blickfeld der Öffentlichkeit.

## Filmografie
- 1949: L'acqua li portò via
- 1949: Graf Cagliostro (Black Magic)
- 1950: Vendetta di zingara
- 1951: Trieste mia!
- 1951: Il lupo della frontiera
- 1952: Viva il cinema!
- 1952: Maschera nera
- 1952: Der Mann meines Lebens (L'uomo della mia vita)
- 1952: La sonnambula
- 1953: Viva la rivista!
- 1953: Die Müßiggänger (I vitelloni)
- 1953: Der Korsar des Königs (Capitan Fantasma)
- 1954: Gran varietà
- 1954: La Strada – Das Lied der Straße (La strada)
- 1954: Angst (La paura)
- 1955: Wandel des Herzens (La vena d'oro)
- 1955: Rendezvous in Rom (Souvenir d'Italie)
- 1957: Die Spionin von Gibraltar (La donna che venne dal mare)
- 1957: Marisa la civetta
- 1958: Nata di marzo
- 1958: Giovane canaglia
- 1958: I prepotenti
- 1959: Die Vergeltung des roten Korsaren (Il figlio del corsaro rosso)
- 1959: Der falsche General (Il generale Della Rovere)
- 1959: Überraschungen in der Liebe (Le sorprese dell'amore)
- 1960: Archimedes, der Löwe von Syrakus (L'assedio di Siracusa)
- 1960: Es war Nacht in Rom (Era notte a Roma)
- 1960: Sappho, Venus von Lesbos (Saffo, Venere di Lesbo)
- 1960: Der Weg zurück (Tutti a casa)
- 1961: Herkules erobert Atlantis (Ercole alla conquista di Atlantide)
- 1961: Hochwürden Don Camillo (Don Camillo monsignore… ma non troppo)
- 1962: Die drei Musketiere der Meere (I moschettieri del mare)
- 1962: Carmen 63 (Carmen di Trastevere)
- 1962: Erotica (L’amore difficile)
- 1963: Questo mondo proibito (Dokumentarfilm)
- 1963: In Ketten zum Schafott (Il fornaretto di Venezia)
- 1964: Die Gejagten der Sierra Nevada (El ranch de los implacables)
- 1965: Agent 3S3 kennt kein Erbarmen (Agente 3S3: Passaporto per l’inferno)
- 1965: L'età del ferro (Fernsehserie)
- 1965: Lederstrumpf – Der letzte Mohikaner (L'ultimo dei Mohicani)
- 1965: Amore all'italiana
- 1966: Agent 3S3 pokert mit Moskau (Agente 3S3, massacro al sole)
- 1966: Unsere Ehemänner (I nostri mariti)
- 1967: Der Chef schickt seinen besten Mann (Requiem per un agente segreto)
- 1967: Der Gehetzte der Sierra Madre (La resa dei conti)
- 1967: Man stirbt nur einmal (Si muore solo una volta)
- 1967: Von Mann zu Mann (Da uomo a uomo)
- 1967: Fünf gegen Casablanca (Attentato ai tre grandi)
- 1968: Amigos (… e per tetto un cielo di stelle)
- 1968: Der Bastard (I bastardi)
- 1968: Liebe, Laster und Ganoven (Stuntman)
- 1970: Schulmädchen lieben heiß (Oh dolci baci e languide carezze)
- 1970: Die liebestollen Abenteuer von Baron X (Il trapianto)
- 1970: Liebesgrüße von der Cosa Nostra (Cose di Cosa Nostra)
- 1971: Love Inferno (La controfigura)
- 1971: Das Messer (Una farfalla con le ali insanguinate)
- 1971: The Last Rebel
- 1972: Die Helden von Afrika (Gli eroi)
- 1973: Per amare Ofelia
- 1973: Auf verlorenem Posten (La polizia è al servizio del cittadino?)
- 1973: Die Rache des Paten (Quelli che contano)
- 1973: Sieben Tote in den Augen der Katze (La morte negli occhi del gatto)
- 1974: Ein Mann schlägt zurück (Il cittadino si ribella)
- 1974: L'Ossessa – Omen des Bösen (L'ossessa)
- 1975: Macchie solari
- 1975: Black Emanuelle (Emanuelle nera 2)
- 1976: Der unzähmbare Supertyp (Culastrisce nobile veneziano)
- 1977: Blutiger Zahltag (La ragazza del pigiama giallo)
- 1979: Hummer zum Frühstück (Aragosta a colazione)
- 1979: L'imbranato
- 1980: Ciao marziano
- 1980: Komm zurück, Kleiner! (Voltati Eugenio)
- 1982: Das Schlitzohr vom Highway 101 (Delitto sull'autostrada)
- 1982: Cicciabomba
- 1982: Wild trieben es die alten Hunnen (Attila flagello di Dio)
- 1984: Mi faccia causa
- 1986: Das blonde Mysterium (La ragazza dei lillà)
- 1987: Cartoline italiane
- 1988: La posta in gioco